# جمبرجوق
جمبرجوق روستایی از توابع بخش طاغنکوه شهرستان فیروزه در استان خراسان رضوی ایران است.بخش= بخش طاغنکوه
|دهستان=طاغنکوه شمالی
|نام بومی= گُم بِی جیک (به ترکی)
|نام دیکر=
|نام قدیمی=گم بی جیک
|تاریخ بنیان‌گذاری=
|تاریخ بنیان‌گذاری=۲۲۰سال قبل از میلاد مسیح به نوشته مورخان
|جمعیت=۷۴۷
|رشد جمعیت=
|پانویس=
}}
جمبرجوق روستایی از توابع بخش طاغنکوه شهرستان فیروزه

## جمعیت
این روستا در دهستان طاغنکوه شمالی قرار دارد و براساس سرشماری مرکز آمار ایران در سال ۱۳۹۵، جمعیت آن ۷۴۷ نفر (۲۲۹ خانوار) بوده‌است.